# Le Capitalisme de la séduction

Le Capitalisme de la séduction : critique de la social-démocratie libertaire est un essai de philosophie de Michel Clouscard, publié en octobre 1981 chez Messidor-Éditions sociales. L'ouvrage développe une critique du capitalisme moderne. 

## Thèses
Selon Michel Clouscard, le capitalisme façonne les subjectivités, modèle les individus de manière qu'ils favorisent son maintien et son expansion. Il leur inculque le désir de consommer toujours plus, sans se soucier des effets de cette consommation sur l'environnement et sur autrui. Il s'opposerait aux tentatives de l'individu de contrôler ses désirs. Un des défis que doit relever le capitalisme moderne est en effet de « stimuler de manière significative la consommation de classes qui bénéficiaient déjà d'une consommation relativement élevée ».
La première partie du livre analyse des «rituels d’initiation» qui amènent les individus des sociétés capitalistes à privilégier les objets inutiles, le gaspillage, la consommation à tout prix. La mode vestimentaire, par exemple, contribue selon le philosophe à l'intégration des individus dans le système capitaliste. Les objets technologiques tels que les motos, les guitares électriques etc. favorisent également la promotion du « standing » et la dépréciation de l'objet purement utilitaire.
La seconde partie, « La logique du mondain », porte sur les modes de diffusion des pratiques de « consommation mondaine ». L'auteur donne comme exemple le Club Méditerranée, qui représente selon lui une forme de consommation de masse mondaine ou « snob ». Pour lui, cette consommation mondaine est un potlatch ; toutefois, contrairement au bon sauvage qui dans ses potlatchs offre ses propres productions, dans le cas du capitalisme, ce sont les productions de la classe ouvrière qui sont dépensées et gaspillées.

## Réception
Le Capitalisme de la séduction est considéré comme le livre le plus important de M. Clouscard. Le philosophe Vladimir Jankélévitch y a vu un « chef-d'œuvre ». 
Selon la journaliste Kenza Sifroui, dans Le capitalisme de la séduction, « Michel Clouscard analyse la dimension contraignante de la socialisation dans une société de consommation, servie par les outils informatiques qui donnent à cet impératif de la convivialité une dimension quasi-totalitaire » ; K. Sifroui souligne cependant le caractère parfois «puritain» de la pensée de l'auteur.
Le média d'opinion Le vent se lève souligne l'intérêt de cette critique du capitalisme tout en notant quelques raccourcis intellectuels - en particulier la charge contre le féminisme, dans lequel M. Clouscard voit un produit de la société néo-libérale, et qu'il renvoie dos à dos avec la phallocratie. Ainsi M. Clouscard se montrerait trop peu sensible aux formes d'oppression autres que les oppressions de classe. 
La dénonciation de la modernité dans Le Capitalisme de la séduction a été reprise par l'idéologue d'extrême-droite Alain Soral. Toutefois, Michel Clouscard dans un entretien publié par le journal L'Humanité a rejeté tout lien avec Alain Soral et déclaré à ce sujet : «Associer d’une manière quelconque nos deux noms s’apparente à un détournement de fonds. Il s’avère qu’Alain Soral croit bon de dériver vers l’extrême-droite. Le Pen est aux antipodes de ma pensée. ». Dans un ouvrage collectif intitulé Le cas Alain Soral, les auteurs rappellent que A. Soral, ancien communiste, s'il s'est revendique de la pensée de M. Clouscard, « se réclame de manière générale du marxisme dans son analyse sociale ».
Les thèses du Capitalisme de la séduction ont été rapprochées de celles développées deux décennies plus tard par l'Américain Thomas Frank dans Le Marché de droit divin. Capitalisme sauvage et populisme de marché (traduit en français en 2004).
Cet essai de Clouscard a été vendu à plusieurs dizaines de milliers d'exemplaires.